# Jack McGee
Jack J. McGee (The Bronx (New York), 2 februari 1949) is een Amerikaans acteur.

## Biografie
McGee werd geboren in de borough The Bronx van New York., waar hij de high school heeft doorlopen aan de Cardinal Hayes High School. Voordat hij acteur werd was hij actief als brandweerman in New York. In 1986 verhuisde hij naar Hollywood voor zijn carrière als acteur.
McGee is vanaf 1996 getrouwd met wie hij nu in Los Angeles woont.

## Filmografie

### Films
Selectie:
- 2017 Father Figures - als Kevin O'Callaghan
- 2014 Just Before I Go - als Paul
- 2013 Gangster Squad – als luitenant Quincannon
- 2011 New Year's Eve – als opa Jed
- 2011 Moneyball – als John Poloni
- 2011 Drive Angry – als dikke Lou
- 2010 The Fighter – als George Ward
- 2010 Marmaduke – als Dalmatian (stem)
- 2009 The International – als Ward
- 2008 The Alphabet Killer – als Hank
- 2008 Finding Amanda – als man op sportboek
- 2008 21 – als Terry
- 2006 Open Season – als Hunter (stem)
- 2005 Domino – als detective Chris Cudlitz
- 2004 Crash – als eigenaar wapenwinkel
- 2004 Soccer Dog: European Cup – als Knox
- 2003 Legally Blonde 2: Red, White & Blonde – als detective Finchley
- 2003 Carolina – als klerk in drankwinkel
- 2001 The Man Who Wasn't There – als P.I. Burns
- 2000 Thirteen Days – als Richard J. Daley
- 2000 Coyote Ugly – as Earl
- 2000 Bread and Roses – als Bert
- 2000 The Flintstones in Viva Rock Vegas – als Bronto kraan examinator
- 1998 Overnight Delivery – als Stanley
- 1997 Jungle 2 Jungle – als Mr. Uhley
- 1996 The Quest – als Harry Smythe
- 1995 Showgirls – als Jack
- 1994 Miracle on 34th Street – als Tony Falacchi
- 1992 Basic Instinct – als sheriff
- 1991 Backdraft – als Schmidt
- 1991 The Doors – als politieagent in Miami
- 1990 Book of Love – als ticketinnemer
- 1988 Scrooged – als timmerman
- 1987 Someone to Watch Over Me – als barkeeper
- 1985 Turk 182! – als klant bij Hooly

### Televisieseries
Uitgezonderd eenmalige gastrollen.
- 2016 Pitch - als Buck Garland - 6 afl.
- 2014-2015 The McCarthys - als Arthur McCarthy - 16 afl.
- 2014 Talents - als Paul Kavanagh - 4 afl.
- 2012 Up All Night - als Chuck - 2 afl.
- 2012 Common Law – als Mike Sutton – 12 afl.
- 2010 Players – als Hickey – 10 afl.
- 2008 – 2009 CSI: NY – als officier Marks – 2 afl.
- 2003 Brotherhood – als Stan – 3 afl.
- 2008 Criminal Minds – als detective Brustin – 2 afl.
- 2004 – 2007 Rescue Me – als chief Jerry Reilly – 44 afl.
- 2003 – 2004 Malcolm in the Middle – als coach Oleski – 2 afl.
- 2001 – 2002 NYPD Blue – als brigadier Mahoney – 6 afl.
- 2001 The Huntress – als Wes Lonigan – 5 afl.
- 1996 – 1997 EZ Streets – als Le Canetti – 4 afl.
- 1993 – 1994 Space Rangers – als Doc – 6 afl.
- 1989 L.A. Law – als John Brianson – 2 afl.

### Computerspellen
- 2009 Real Heroes: Firefighter – als monteur Martin
- 2006 Scarface: The World Is Yours – als stem
- 2006 Reservoir Dogs – als Mr. White

- Bibliothèque nationale de France: cb15118874x (data)
- Gemeinsame Normdatei: 1061452255
- International Standard Name Identifier: 0000 0004 3978 8456
- Library of Congress Control Number: no2006092223
- Système universitaire de documentation: 164935886
- Virtual International Authority File: 291564871
- WorldCat: E39PBJyRCdkt79T3ydPmFtTrbd